# Општина Лунка Илвеј (Бистрица-Насауд)
Лунка Илвеј (рум. Lunca Ilvei) општина је у Румунији у округу Бистрица-Насауд.
Oпштина се налази на надморској висини од 675 m.